# Zecca di Carthago
La zecca di Carthago fu una zecca romana con sede a Cartagine. Fu fondata a seguito della campagna di Massimiano contro i Mauri, nel 296 o 297, e rimase attiva fino alla repressione della rivolta di Lucio Domizio Alessandro, nel 311.
Successivamente la zecca fu riaperta e coniò delle monete anonime con legende come DOMINO NOSTRO; queste monete sono state attribuite alla rivolta di Gildone (397-8) o alla rivolta di Bonifacio (anni 420), se non addirittura alla dominazione dei Vandali. Sotto il regno vandalo, infatti, la zecca di Cartagine produsse monete in argento e rame.

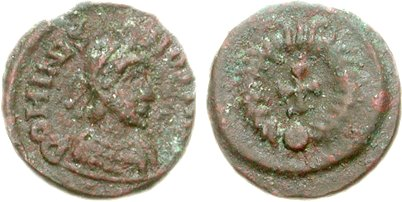
Moneta coniata nella zecca di Carthago e attribuita al comes Bonifacio (422-431)